# جون إف. يندلي
جون إف. يندلي هو محامي وسياسي أمريكي، ولد في 29 أغسطس 1918 في مقاطعة ليمان في الولايات المتحدة، وتوفي في 23 أبريل 1971. نشط حزبياً في الحزب الديمقراطي. وقد انتخب نائب حاكم جنوب داكوتا ‏.